# Luffariella
Luffariella is een geslacht van sponsdieren uit de klasse van de Demospongiae (gewone sponzen).

## Soorten
- Luffariella caliculata Bergquist, 1995
- Luffariella cylindrica Bergquist, 1995
- Luffariella geometrica Kirkpatrick, 1900
- Luffariella herdmani (Dendy, 1905)
- Luffariella variabilis (Polejaeff, 1884)